# جودي مارتن (مغنية)
جودي مارتن (بالإنجليزية: Jodi Martin) هي مغنية وكاتبة غنائية أسترالية، ولدت في 6 نوفمبر 1976.

## وصلات خارجية
- الموقع الرسمي
- جودي مارتن على موقع ميوزك برينز (الإنجليزية)
- جودي مارتن على موقع ديسكوغز (الإنجليزية)